# Pamela Tajonar
Pamela Tajonar Alonso (Cuernavaca, 2 dicembre 1984) è una calciatrice messicana, portiere del Monterrey.

## Palmarès

### Club
- Campionato svedese: 1

LdB Malmö: 2011
- Campionato spagnolo di seconda divisione: 1

Siviglia: 2016-2017
- Supercoppa svedese: 1

LdB Malmö: 2011